# Ломоносово
Ломоно́сово (рос. Ломоносово, башк. Ломоносово) — присілок у складі Чишминського району Башкортостану, Росія. Входить до складу Новотроїцької сільської ради.
Населення — 7 осіб (2010; 9 у 2002).
Національний склад:
- росіяни — 89 %

Стара назва — Ломоносова.